# Timothée IV d'Alexandrie
Timothée IV d'Alexandrie (pour le patriarcat orthodoxe d'Alexandrie) ou Timothée III (pour l'Église copte orthodoxe) d'Alexandrie fut patriarche d'Alexandrie de 517 au 7 février 535